# Nikita Kurikhin
Nikita Kurikhin (russisk: Никита Фёдорович Кури́хин) (født 1. december 1922 i Moskva i det Russiske SFSR, død 6. juli 1968 i Sovjetunionen) var en sovjetisk filminstruktør og manuskriptforfatter.

## Filmografi
- Poslednij djujm (Последний дюйм, 1958)[1][2]
- Barjer neizvestnosti (Барьер неизвестности, 1961)
- Ne zabud... stantsija Lugovaja (Не забудь… станция Луговая, 1966)